# Emmanuel Mané-Katz
Emmanuel Mané-Katz (hebr. מאנה כץ, ukr. Кац Мань Лейзерович, ur. 5 kwietnia?/17 kwietnia 1894 w Krzemieńczuku, zm. 8 września 1962 w Tel Awiwie lub w Hajfie) – żydowski malarz, z pochodzenia Litwak z Ukrainy.

## Życiorys
Urodził się w rodzinie ortodoksyjnych Żydów jako Manu (Emanuel) Lejzerowycz Kac, jego ojciec był kupcem oraz grabarzem w miejscowej synagodze. W dzieciństwie otrzymał tradycyjne żydowskie wykształcenie, uczył się w chederze, a rodzice chcieli aby został rabinem. Ponieważ wykazywał talent malarski wyjechał do Wilna, gdzie uczył się w Szkole Rysunku Iwana Trutniewa. We wrześniu 1910 przeniósł się do Kijowa i kontynuował naukę u Mykoły Muraszki, gdzie dał się poznać jako zdolny i pilny uczeń. Ponieważ możliwości finansowe jego rodziców okazały się niewystarczające, czesne dyrektorowi Iwanowi Selezniowowi wpłaciła społeczność żydowska, która przeprowadziła w tym celu zbiórkę pieniędzy. W 1913 ukończył trzecią klasę i opuścił szkołę, dzięki wsparciu finansowemu działacza społecznego Grigorija Gurewicza wyjechał do Paryża, gdzie rozpoczął studia École des Beaux-Arts pod kierunkiem prof. Fernanda Cormona. W stolicy Francji zaprzyjaźnił się z Pablem Picassem, a także spotkał poznanych w Wilnie Chaima Soutine’a oraz Marca Chagalla, zaczął wówczas używać pseudonimu Mané-Katz. Po wybuchu I wojny światowej chciał wstąpić do Legii Cudzoziemskiej, ale nie został wcielony z powodu niskiego wzrostu. Wyjechał wówczas do Petersburga, gdzie pobierał naukę u Mścisława Doburzinskiego i działał w żydowskich organizacjach artystycznych. W 1916 debiutował wystawiając swoje prace w Moskwie podczas wystawy artystów żydowskich. Po wybuchu wojny domowej w Rosji wyjechał na Ukrainę, zamieszkał w Charkowie, gdzie w latach 1918–1919 wykładał w Instytucie Artystycznym (Akademia Sztuk Pięknych) oraz działał w stowarzyszeniu sztuki awangardowej. W 1921 wyjechał do Berlina, ale po roku ponownie znalazł się w Paryżu i podjął decyzję o pozostaniu tam na stałe. Od 1923 jego prace były prezentowane na wystawach indywidualnych, a jego twórczość zaczęło łączyć z tzw. Żydowską Szkołą Paryską. W 1927 jego prace uczestniczyły w zorganizowanej na Ukrainie wystawie z okazji dziesiątej rocznicy rewolucji październikowej. Rok później po raz pierwszy wyjechał do Mandatu Palestyny, pobyt tam wywarł na nim tak duże wrażenie, iż oświadczył, że jego prawdziwym domem jest Paryż, ale jego dusza należy do Ziemi Izraela. Od tego czasu każdego roku tam podróżował czerpiąc natchnienie, we Francji stał się częścią międzynarodowej École de Paris i był jej jednym z najwybitniejszych przedstawicieli. Po wybuchu II wojny światowej wstąpił do armii francuskiej, dostał się do niewoli, skąd udało mu się uciec. Przedostał się do Stanów Zjednoczonych, od 1940 przez pięć lat mieszkał w Nowym Jorku, a następnie po zakończeniu wojny powrócił do Paryża i ponownie poświęcił się twórczości. W 1958 poważnie chory zawarł porozumienie z burmistrzem Hajfy Abbą Chuszim i zamieszkał w Izraelu, gdzie w pobliżu Góry Karmel przygotowano dla niego pracownię oraz miejsce umożliwiające prezentację jego zbiorów artystycznych. Emmanuel Mane-Katz zmarł w Hajfie (według innych źródeł w Tel-Awiwie) w 1962.

## Twórczość

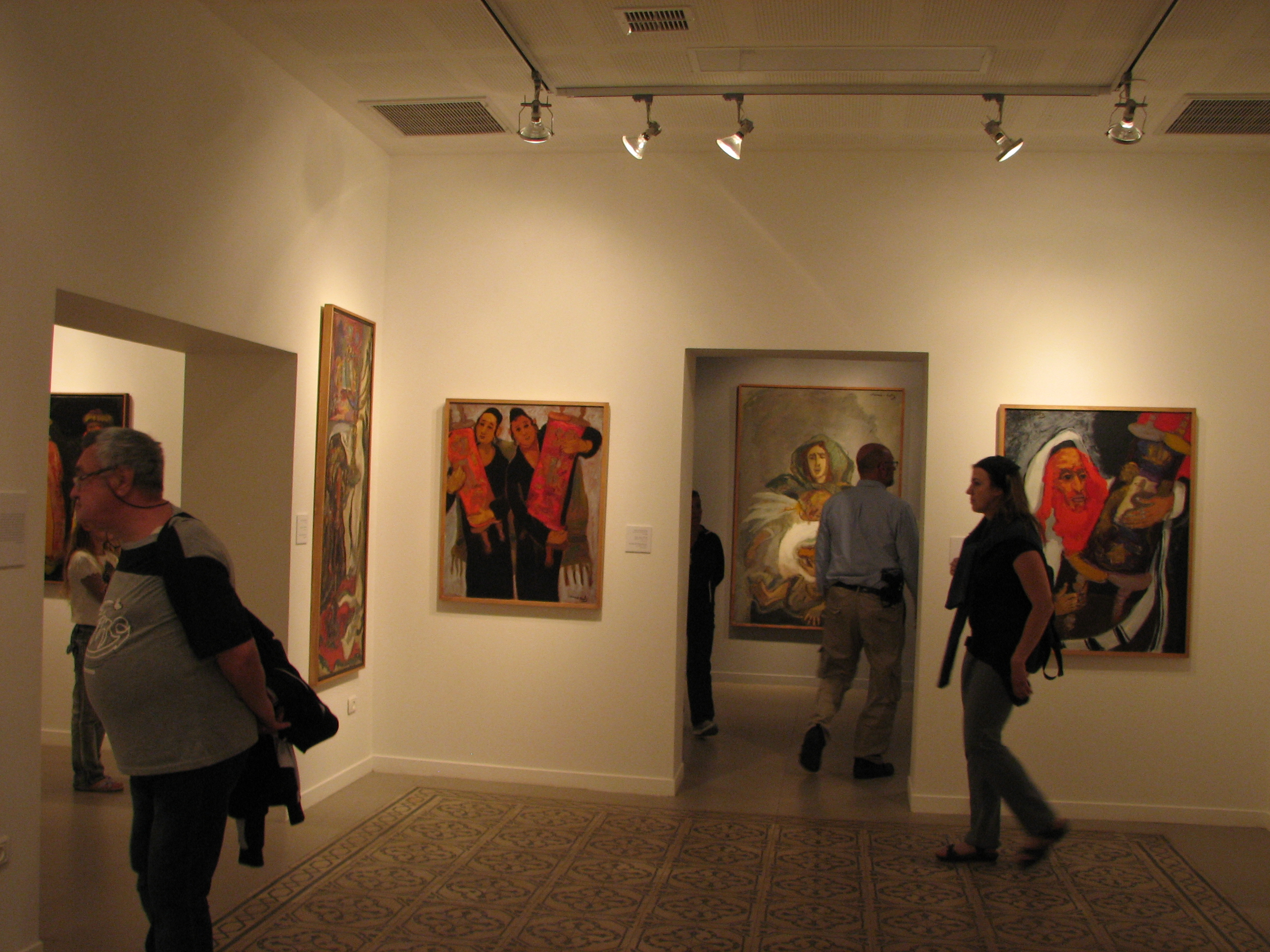
Muzeum Mané-Katza w Hajfie

Mane-Katz był jednym z czołowych przedstawicieli École de Paris, podczas pierwszego pobytu w Paryżu wykształcił swój indywidualny styl twórczości. Początkowo malował klasycznie używając wąskiej palety barw, tworząc obrazy o mrocznej scenerii. Z czasem stosował jaśniejsze kolory, a głównym tematem prac stało się codzienne życie w małych żydowskich miasteczkach wschodniej Europy, które pamiętał z dzieciństwa. Z czasem wprowadził symbolikę chasydzką, a jego obrazy zapełniły się postaciami rabinów, kupców, studentów jesziwy, żebraków, muzykantów oraz scenami rodzajowymi przedstawiającymi żydowskie życie religijne. Duży wpływ wywarło na nim malarstwo André Deraina oraz fowiści, a od 1928 do tematyki wprowadził sceny z Izraela, w 1931 jego obraz „Ściana płaczu” otrzymał złoty medal na zorganizowanej w Paryżu Wystawie Światowej. Mniej znaną twórczością Mane-Katza było rzeźbiarstwo, tworzył w brązie figury charakteryzujące się bogatą fakturą i żywym ruchem. W 1953 podarował osiem swoich prac Muzeum Glitzensteina w Safedzie, które wystawia twórczość najważniejszych izraelskich artystów. W 1958 zamieszkał w Hajfie, do swojej pracowni przewiózł z Francji większą część swoich prac oraz posiadaną kolekcję sztuki żydowskiej. Mane-Katz zmarł w 1962, wówczas władze postanowiły w oparciu o jego majątek stworzyć muzeum prezentujące dorobek artystyczny i zgromadzona kolekcję judaików. Placówkę uruchomiono w 1977, na ekspozycję składa się kilkaset prac artysty oraz kolekcję przedmiotów obrzędowych i użytkowych związanych z codziennym życiem europejskich Żydów.
Obrazy Mané-Katz poza muzeum w Hajfie znajdują się w zbiorach Muzeum Glitzensteina w Safedzie, Muzeum Żydowskim Gaon w Wilnie, Metropolitan Museum of Art w Nowym Jorku i w Muzeum Ogrodu Luksemburskiego w Paryżu.